# Міра Крейг
Міра Крейг (норв. Mira Scherdin Craig; нар. 31 липня 1982, Осло, Норвегія) — норвезька співачка. 

## Дискографія
- 2006 Mira Mira
- 2007 Tribal Dreams
- 2009 Ghetto Fairytale

1. ↑  ČSFD — 2001.
2. ↑  https://www.ta.no/pulsen/mot-mira-craig/s/1-111-2220806